# Мехмед II
Мехме́д II (осман. محمد ثانى‎ / Mehmed-i sânî, тур. II. Mehmed; 30 марта 1432, Эдирне — 3 мая 1481, Гебзе, Коджаэли), широко известный как Мухаммад Завоеватель (осман. ابو الفتح‎ — «отец завоеваний», тур. Fâtih Sultan Mehmed) — султан Османской империи, правивший в 1444—1446 и 1451—1481 годах.
Во время правления Мехмеда II крестоносцы во главе с Яношем Хуньяди начали вторжение в Османскую Империю. Во время этого вторжения сам Мехмед II не возглавил армию, за него это сделал его отец Мурад II. Формально он не был султаном, так как отрёкся от престола в пользу своего сына Мехмеда II. Но новый султан сделал своего отца полководцем армии. Он разбил армию крестоносцев в битве при Варне. Снова взойдя на престол в 1451 году, Мехмед II усилил османский флот и готовился к нападению на Константинополь; через три года, в возрасте 21 года он организовал осаду и захватил Константинополь, что ознаменовало уничтожение Восточной Римской империи, также называемой Византийской. После завоевания Мехмед претендовал на звание цезаря Рима (осман. قیصر روم‎, тур. Kayser-i Rum), основываясь на том, что Константинополь был резиденцией и столицей Византийской империи с момента её переноса в 330 году императором Константином I. Этот титул был признан Патриархом Константинопольским, однако не признавался большинством европейских монархов.
Позже Мехмед продолжил свои военные кампании в Анатолии и юго-восточной Европе вплоть до Боснии. Проводя ряд политических и социальных реформ, он поощрял развитие науки и искусства, и к концу его правления Константинополь превратился в процветающую имперскую столицу. В честь Мехмеда названы ряд архитектурных сооружений, включая мечеть Фатих, Мост Султана Мехмеда Фатиха и район Фатих провинции Стамбул.

## Биография

### Детство
Мехмед II родился 30 марта 1432 года в Эдирне. Отцом Мехмеда был османский султан Мурад II, а матерью - Хюма-хатун, наложница Мурада. Мехмед был четвёртым сыном султана. Первые два года мальчик провёл в гареме в Эдирне с матерью и  кормилицей  Дайе-хатун.
В 1434 году вместе с ними Мехмед уехал в Амасью, где санджакбеем был назначен его старший брат, Ахмед, 1420 года рождения. Там же находился ещё один сын Мурада, Алаэддин Али.
В 1437 году Ахмед неожиданно умер. Алаэддина Али отец отправил санджакбеем в Манису, а санджакбеем Амасьи стал Мехмед.
В 1439 году Мурад назначил великим визирем Халила-пашу. Сразу после этого назначения в начале весны 1439 года в Эдирне прошли празднества по случаю обрезания обоих принцев - Мехмеда и Алаэддина Али.
В том же году летом была подписана Ферраро-Флорентийская Уния.
В августе османская армия захватила после трёх месяцев осады Смедерево, теперь почти вся Сербия подчинялась османам.
В 1440 году Мурад осадил Белград, но был вынужден отступить, что породило в Европе большие надежды.
Весной 1443 года по неизвестной причине Мурад принял решение поменять местожительство сыновей: Мехмед был назначен на пост санджакбея Манисы. Вместе с ним поехали два лалы: Кассабзаде Махмуд и Нишанджи Ибрагим. Алаэддин Али отправился в Амасью. В конце того же года Мехмед стал единственным наследником престола после смерти своего брата, правителя Амасьи, принца Алаэддина Али.
Папа объявил новый крестовый поход под командованием Владислава III, короля Польши и Венгрии. В 1443—1444 годах Мурад II потерпел несколько поражений: 3 ноября 1443 года в битве при Нише, 24 декабря около Яловаца между Софией и Филиппополем,  в начале января 1444 года в битве при Куновице.
Весной 1444 года Мехмед прибыл в Эдирне из Манисы по приказу отца.
Мурад, вынужденный сражаться и с крестоносцами в Румелии, и с Ибрагимом Караманидом в Анатолии, подписал летом 1444 года с Владиславом Сегедский мирный договор, по которому признал независимость пограничных с Венгрией сербских земель. По этому же договору обе стороны в течение 10 лет обещали не переходить Дунай. Мехмед присутствовал при подписании отцом договора.
Позже Мурад II подписал договор с Караманоглу от своего имени и от имени «Мехмеда-бея». После возвращения из Анатолии в августе на равнине Михалич перед Капикулу и пашами Мурад объявил, что оставляет трон своему сыну Мехмеду.
Так Мехмед стал султаном в 12 лет.

### Первое правление
Великим визирем при Мехмеде был оставленный Мурадом Халил-паша. Но Мехмед назначил своих визирей - Заганоса и Ибрагима. Халил-паша происходил из среды учёных, улема, он выступал за внешнюю политику мира и компромисса, в то время, как Заганос, будучи военным, выступал за агрессивную захватническую политику. Уже в первое правление Мехмед стремился захватить Константинополь. Это породило жёсткое противостояние визирей.
Воспользовавшись тем, что армия Мурада находилась в Анатолии, а у власти в Османской империи оказался подросток, кардинал Джулиано Чезарини объявил данную на Евангелии клятву Владислава хранить мир недействительной. Владислав возобновил военные действия, однако сербский деспот Георгий Бранкович, ранее бывший союзником Владислава, отказался присоединиться к крестовому походу. 18-22 сентября 1444 года армия крестоносцев форсировала Дунай. В панике многие турки стали эмигрировать в Анатолию.
Мехмед и его соратники оказались неспособны справиться со внутренним и внешним кризисами. Когда армия крестоносцев пришла осадить Варну в ноябре 1444 года, Халил-паша поспешил вызвать отца султана с анатолийской армией, чтобы тот прибыл и принял командование османскими войсками. 10 ноября 1444 года Мурад одержал победу при Варне.
Официально султаном продолжал оставаться Мехмед II, но Халил-паша действовал так, как будто Мурад возобновил султанат.
Мехмед произвёл первое резкое уменьшение стоимости акче. Пытаясь добыть средства на военные кампании, в 1445 году он приказал чеканить  неполноценные монеты. Это привело к бунту янычаров 2 августа 1446 года, недовольных тем, что их доход упал. Вероятно, янычары действовали по подстрекательству Халила-паши.
Мехмед был отправлен на пост губернатора Манисы вместе со своими соратниками Заганосом и Ибрагимом. В этот период Мурад II привлекал  Мехмеда к участию в кампаниях на Балканах. Мехмед участвовал в битве против венгров, на Косовом поле в 1448 году и в албанской кампании летом 1450 года.
В конце 1449 — начале 1450 года Мурад женил своего сына на Ситти-хатун, дочери правителя бейлика Дулкадиридов, которые являлись союзниками Османов против Караманидов .
Торжества длились три месяца и сразу после их завершения Мехмед с Ситти уехали в Манису. Мехмед не испытывал привязанности к невесте, выбранной без его согласия. Когда впоследствии он перевёз свой двор и семью в завоёванный им в 1453 году Константинополь, то оставил Ситти в Эдирне.
Вскоре после этого Мурад умер. 18 февраля 1451 года Мехмед вступил на османский престол во второй раз.

## Второе правление. Начало

### Осада и взятие Константинополя
Многие в Европе в то время оценивали его как незрелого и некомпетентного молодого человека. Франческо Филельфо писал королю Карлу, что новый султан молод, неопытен и простодушен. Это мнение основывалось на поведении Мехмеда в первый период правления. Да и первые шаги молодого султана, проявившего снисходительность к христианским правителям из своего окружения и вернувшего сербскому деспоту Джураджу (1427—1456) несколько укреплений, способствовали такому мнению. В начале правления Мехмед даже возобновил мир с Византией и обещал оплачивать содержание возможного претендента на османский престол Орхана, единственного потенциального соперника Мехмеда, внука Сулеймана-челеби. Это содержание было, по сути, откупом, в обмен за него ромеи обязались не поддерживать возможные претензии Орхана на трон. Такая покладистость нового султана объяснялась необходимостью выиграть время для усмирения Ибрагима-бея II Караманида, который пытался воспользоваться сменой султана для расширения своих территорий.
После вступления на престол Мехмед II поставил перед собой цель захватить Константинополь. По словам  современника событий Дуки, «ночью и днём, ложась в постель и вставая, внутри своего дворца и вне его, имел одну думу и заботу, какой бы военной хитростью и с помощью каких машин овладеть Константинополем». Вскоре после прихода к власти он возобновил мирные договоры с Венгрией и Венецией, которые, по крайней мере временно, обеспечили их невмешательство в конфликт с Византией. Советник императора Георгий Сфрандзи быстро понял угрозу, которую представлял молодой султан, и предложил Константину жениться на сербской принцессе Маре Бранкович, мачехе Мехмеда и вдове Мурада. Этот союз способствовал бы союзу с Сербией и помог бы нейтрализовать османскую опасность, поскольку Мехмед уважительно относился к Маре. Однако Мара Бранкович отказалась, утверждая, что она поклялась в случае вдовства посвятить себя только Богу.

Когда султан находился в Анатолии, только успев усмирить Ибрагима и других беев, Константин XI попытался неудачно оказать на него давление. Он отправил посольство к Мехмеду, напомнив, что ему не выплатили сумму для содержания Орхана. Послы пригрозили, что, если пособие не будет увеличено вдвое, принца отпустят и он сможет выдвинуть свои претензии на османский престол. Аналогичный манёвр когда-то успешно использовал отец Константина, Мануил II (1391—1425). Но когда послы Константина передали это послание визирю Мехмеда Халилу-паше, которого считали традиционно дружественным византийцам, то он вышел из себя и кричал на посланников после приёма посольства в Бурсе. Дука передал слова Халила:
«О, глупые греки, довольно я претерпел от вас, ходящих окольными путями. <…> Глупцы, вы думаете, что можете напугать нас вашими выдумками — и это тогда, когда чернила на нашем последнем договоре ещё не высохли! Мы не дети, глупые и слабые. Если вы хотите что-либо предпринять — пожалуйста.<…> Вы добьётесь только одного: лишитесь и того немногого, чем владеете поныне».
Сам же Мехмед спокойно отреагировал на угрозы византийцев и сказал послам, что рассмотрит просьбу императора по возвращении в свою столицу Эдирне.

#### Румелихисар
В османском руководстве противостояли две партии. Халил-паша, бывший великий визирь Мурада, представлял партию ветеранов. Он выступал против дорогостоящей войны и неясного результата: взятие Константинополя не казалось ему приоритетом, а угроза, которую город представляет для Османской империи, виделась визирю незначительной. Этой точке зрения противостояли более молодые протеже Мехмеда.
Мехмед неуклонно двигался в направлении намеченной цели. В конце 1451 года он изгнал греков из долины Нижней Струмы и мобилизовал рабочих, чтобы построить Румелийскую крепость — Румели-Хисар — первоначально носившую название Богаз-кесен («перерезающий пролив», «блокирующий пролив»). Она делала невозможной доставку подкреплений и продовольствия из генуэзских колоний Чёрного моря. Поскольку Дарданеллы тоже были под османским контролем, это означало полную блокаду Константинополя с моря.  Строительство началось под присмотром Заганоса 15 апреля 1452 года, а через полтора месяца, 26 мая, к месту строительства прибыл с проверкой хода работ Мехмед. Румели-Хисар была построена в самом узком месте Босфора на европейском берегу на несколько километров севернее Перы напротив крепости Анадолу-Хисар (Анатолийская крепость), построенной прадедом Мехмеда, Баязидом. В этом месте пролив имеет минимальную ширину (702 метра). Такое расположение крепостей позволяло держать под контролем проход судов через Босфор. Отныне все корабли под угрозой османских пушек должны были причаливать к побережью, где их досматривали и брали плату за проход. Для строительства крепостей  в июне Мехмед приказал снести несколько церквей и зданий, что вызвало протест местных жителей, в ответ янычары окружили их и перебили. После завершения строительства у Мехмеда появилась возможность задушить Константинополь голодом. Император отправил посольство к султану, чтобы выразить своё несогласие со строительством, послы ссылались на византийско-османский договор, запрещавший возведение крепостей в регионе, но Мехмед II просто проигнорировал послов и не принял их. В ответ император заключил под стражу нескольких османских подданных, находившихся в Константинополе. Затем он всё-таки освободил их и отправил к султану новую миссию, которая снова ничего не дала. В июне 1452 года император предпринял последнюю попытку добиться от султана заверений, что строительство крепости не направлено против Византии, но эта попытка закончилась казнью византийских послов по приказу султана, что фактически было объявлением войны. Константинополь перешёл на военное положение, все выходы, кроме военных ворот, были перекрыты.
В ноябре 1452 года двум венецианским кораблям  удалось прорваться невредимыми. В конце ноября ещё один корабль попытался пройти без оплаты и проверки, но был потоплен огнём пушек. Венецианский посол отправился к Мехмеду, пытаясь спасти жизни моряков, но не успел. Тридцать уцелевших членов экипажа Мехмед приказал обезглавить в Дидимотихоне, их тела были по приказу султана оставлены непогребёнными в назидание всем. Капитан Антонио Риццо был по его приказу посажен на кол на обочине дороги.
Реакции западных держав практически не последовало. Император Священной Римской империи Фридрих III (1440—1493) отправил грозное письмо к Мехмеду, в котором на словах грозился напасть на османов, если они не снимут блокаду Константинополя.
В октябре 1452 года Мехмед приказал Турахану-бею и его сыновьям Омеру и Ахмеду разместить на Пелопоннесе гарнизон, чтобы помешать братьям Константина, Фоме и Димитрию, оказать ему помощь. В феврале Караджа-паша, бейлербей Румелии, начал выдавливать греков с дальних подступов к Константинополю. Сохранившиеся до того момента аванпосты империи на Чёрном море, северном побережье Мраморного моря и Босфоре османы блокировали, позволив уйти тем, кто не сопротивлялся. Крепость Эпиват на Мраморном море оказала сопротивление, её взяли штурмом, а гарнизон уничтожили. Те цитадели, которые взять не удалось, оставили в тылу, блокировав сторожевыми отрядами.

#### Армия Мехмеда
Армия Мехмеда состояла из 80 000 регулярных солдат. За месяцы, предшествовавшие осаде, Мехмед построил крупный флот, который в марте сконцентрировался в Галлиполи под командованием санджакбея Галлиполи Сулеймана Балтоглу. В османском флоте было шесть трирем, десять бирем, пятнадцать гребных галер, около семидесяти пяти фуст (небольших быстроходных судов) и двадцать парандарий — тяжёлых грузовых барж.
Мехмед приказал спроектировать орудия достаточно мощные, чтобы разбивать стены. К нему обратился венгр Орбан, который отлил огромную пушку,  «Базилику». Она была длиной 26 футов и 8 дюймов (8,1 м) и была способна метать каменные шары весом 600 фунтов (270 кг) на милю (1,6 км) (Рансимен писал про 1200 фунтов). Мехмед основал большой литейный завод на расстоянии около 150 миль (241 км), и теперь ему пришлось организовать процесс транспортировки этих массивных артиллерийских орудий. Готовясь к последней атаке, Мехмед приказал тащить из своего штаба в Эдирне артиллерийский эшелон из 69 крупных орудий в дополнение к бомбардам, отлитым на месте. В этот поезд входила огромная пушка Орбана, которую вытащили из Эдирне 30 упряжек: 60 волов и более 400 человек.

По словам проосманского историка XV века Критовула «эта пушка решила всё».

#### Укрепления города
Город Константинополь располагался на полуострове, образованном Мраморным морем и заливом Золотой Рог. Кварталы, выходившие на берег моря и залива, защищались по периметру берега городскими стенами. Через вход в залив была протянута большая цепь. Один конец её крепился на башне Св. Евгения на южном берегу Золотого рога, а другой — на одной из башен на северном берегу Золотого Рога в Пере. На воде цепь держалась плотами. Крепостные стены считались одной из лучших систем укреплений в мире.
Самая усиленная часть протяжённостью почти 5 км — двойные стены Феодосия II, построенные в V веке нашей эры, — защищали большую часть сухопутного подхода к городу от Мраморного моря до дворца Багрянородного. Самыми слабыми местами западного участка сухопутной стены были долина ручья Ликос и Влахернская стена.
Двойные стены Феодосия II состояли из четырёх уровней защиты: глубокий ров шириной около 18,6 метра, заполненный водой; три стены, нижняя (бруствер), внешняя и самая укреплённая - внутренняя. Между стенами находились террасы шириной 18,6 метров. На внешней и внутренней стенах находились башни.  На двойных стенах Феодосия II было 10 двойных (через обе стены) ворот двух типов: гражданские и военные. У гражданских ворот были названия, а у военных — порядковые номера. Часть ворот служила лишь для удобства гарнизона. Кроме ворот, во внутренней стене и её башнях  было несколько потерн. От дворца Багрянородного к Золотому Рогу шла воздвигнутая в VII веке и позже расширенная стена Влахерн. Сила стены заключалась в её толщине и прочности.

#### Силы защитников
Сфрандзи, организовавший в городе перепись мобилизованных в конце марта 1453 года, насчитал 4773 грека, способных носить оружие и 2000 иностранцев. Х. Иналджик называл восемь — девять тысяч человек с активной частью — 3000 латинян. Папа Николай обязался отправить три корабля с провизией и отправил кардинала Исидора Киевского в Константинополь, чтобы продвигать Унию. Исидор прибыл в Константинополь 26 октября 1452 года с отрядом из 200 неаполитанских лучников. Венецианская колония города, возглавляемая байло Джироламо Минотто, присоединилась к защите Константинополя. Несколько кораблей во главе с Альвизо Диедо и Габриэле Тревизано прибыли в Константинополь в начале 1453 года. Несколько человек из Перы присоединились к защите города, несмотря на официальный нейтралитет генуэзской колонии, расположенной на северном берегу Золотого Рога, напротив Константинополя. Генуэзская знать прибыла в Константинополь: Якоб Контарини, братья Боккиарди (Антонио, Паоло и Троило). Генуэзский кондотьер Джованни Джустиниани прибыл в январе 1453 года с отрядом из 400 солдат из Генуи и 300 — с Родоса и Хиоса. Император сразу поручил ему командование обороной сухопутных стен. Некоторые каталонцы во главе с их консулом Пере Хулиа поступили на службу Византийской империи, равно как и претендент на трон османов Орхан и его свита. Защитники были относительно хорошо оснащены флотом из 26 кораблей: 5 из Генуи, 5 из Венеции, 3 из Венецианского Крита, 1 из Анконы, 1 из Арагона, 1 из Франции и около 10 византийских. 
| Ворота Константинополя: | Расположение войск: |
| --- | --- |
| a — Орейские b — Ксилопортас — Золотые (1 военные) d — 2 военные — Источника (Пигийские) f — 3 военные g — Регийские h — 4 военные i — Св. Романа j — 5 военные (военные Св. Романа) k — Харисийские l — Цирка (Керкопорта) m — Калигарийские n — Влахернские | ДМ — Джироламо Минотто ББ — Братья Боккиарди ДЛ — Джустиниани Лонго КД- Константин Драгаш ТК — Теодор Каристо ТП — Теофил Палеолог ФК — Филипп Контарини ДК — Деметий Кантакузин ИК — Иаков Контарини гм — греческие монахи О — Орханк — каталонцы И — Исидор НП — Никифор Палеолог АД — флот Альвизо Диедо В — 70 османских судов (после 20 апреля) |

#### Расположение  войск
На рассвете  2 апреля перед городом появились первые османские отряды. 5 апреля прибыл султан и 6 апреля он выдвинул свои войска на позиции:
- Заганос-паша расположился у Галаты, чтобы контролировать генуэзскую колонию.
- Караджа-паша с войском Румелии — между Золотым Рогом и Харисийскими воротами, напротив валов Влахерна, то есть напротив венецианцев под командованием Гильермо Минотта.
- Исхак-паша с войском Анатолии - напротив южной части двойных валов Феодосия. Мехмед II не доверял Исхаку-паше, поэтому к нему был приставлен Махмуд-паша.
- Между Караджей и Исхаком стояли янычары.
- Сулейман Балтоглу, командующий флотом, прибыл 12 апреля и замкнул кольцо осады. Он контролировал Мраморное море и Босфор, удерживая город в блокаде со стороны моря, чтобы не допустить помощи Константинополю со стороны союзников.
- Султан разбил свой шатёр в долине ручья Ликос, сразу за позициями, занимавшимися янычарами, севернее ворот Св. Романа.

Для защиты позиций османы вырыли траншею, а выкопанная земля была использована для насыпания вала, по гребню которого был установлен деревянный частокол, чтобы предотвратить возможные внезапные вылазки осаждённых из города.
В городе защитники тоже заняли позиции. Джустиниани Лонго и  Константин Драгаш расположились в самом опасном месте - долине Ликоса. Площадки на построенных тысячу лет назад башнях не были приспособлены для артиллерийской стрельбы, и при отдаче орудия разрушали свои же укрепления. В связи с этим ромеи сняли орудия с башен и использовали их для обороны на равнинной местности.
Мехмед послал парламентёров с предложением сдаться. В случае капитуляции он обещал городскому населению сохранение жизни и имущества, а Драгашу обещал разрешить отступить в Мистру и править, как суверенному правителю деспотата Мореи. Император Константин отказался сдать город.  Мехмед отдал приказ готовиться к штурму.

#### Бои до 18 апреля
С 11 апреля Мехмед приказал сконцентрировать тяжёлые орудия на позициях в долине ручья Ликос и начать обстрел. Османы подвезли две огромные бомбарды, в том числе Базилику Орбана, которая производила огромные разрушения в стенах Константинополя, хотя могла производить не больше семи выстрелов в день.
После двух дней обстрела были частично обрушены стены у Харисийских ворот в долине Ликоса, обломками был частично засыпан ров. В ту же ночь население вышло к стене, чтобы очистить ров и починить стены.
Мехмед, ожидавший дополнительных орудий, приостановил обстрел и направил войска засыпать рвы у стен.  9 апреля он приказал флоту форсировать цепь Золотого Рога, после неудачи Балтоглу отвёл суда и решил дождаться черноморской части флота. Ввиду малой эффективности артиллерии на судах Мехмед установил пушку на мысе Галаты, которая уничтожила один из христианских кораблей, после чего христианский флот ушёл глубже в Золотой Рог.
С 12 по 18 апреля  Мехмед захватывал оставшиеся ещё византийскими крепости в окрестностях Константинополя. Замок Ферапия на берегу Босфора обстреливали двое суток, его гарнизон сдался лишь когда замок был совсем разрушен. Замок Студиос на Мраморном море был захвачен за один день. Пленников — 36 солдат Студиоса и 40 Ферапии — Мехмед приказал посадить на кол перед стенами Константинополя. На главном острове Принцевых островов Принкипо отказался сдаться гарнизон башни возле монастыря Св. Георгия из 30 солдат. Балтоглу обстрелял башню перенесёнными с кораблей пушками, но их выстрелы оказались бессильны разрушить толстые стены. Тогда башню обложили сухими ветками и подожгли, часть защитников сгорела, тех, кто попытался прорваться, захватили и казнили. В отместку за сопротивление гарнизона Балтоглу продал в рабство всех жителей острова.
В ночь на 18 апреля в Месотехионе произошёл первый крупный штурм стен Константинополя. Но при сражении в узком пространстве многочисленность османских войск не играла роли. После четырёх часов боя османы отступили. По словам Барбаро они потеряли двести человек, а христиане — ни одного.

#### 20  и 21 апреля
Утром 20 апреля четыре христианских корабля с продовольствием и снаряжением  приблизились к Константинополю. В  устье Босфора османский гребной флот атаковал их, но христиане имели преимущество, поскольку их суда были выше. Мехмед выехал к морю, наблюдал сражение и отдавал приказы. Османы сначала обстреливали суда христиан, затем, потерпев неудачу и не потопив их, они решили идти на абордаж. Генуэзцам удалось отразить многочисленные атаки, используя преимущество в уровнях палуб, а ромеи отбились, используя греческий огонь.
Среди османских военачальников неудача в попытке задержать суда привела к возобновившимся дискуссиям о целесообразности продолжения осады. Во время боя Балтоглу был тяжело ранен в глаз. После поражения он предстал перед султаном, который приказал отрубить ему голову (посадить на кол). Его жизнь была спасена янычарами, которые свидетельствовали о его мужестве и упорстве в бою, после чего Мехмед отменил своё решение. На его место Мехмед назначил Хамзу-бея. Дука утверждал, что Мехмед сам дал Балтоглу сто ударов.
Несмотря на то, что постоянный обстрел стены уже привёл 21 апреля к разрушению одной из башен (Виктиниева башня) возле речки Ликос, османы её не атаковали. Если бы в это время османы пошли на штурм, то, по оценкам очевидцев, город бы пал. Мехмед в это время был на берегу Босфора в месте, называемом Две Колонны, видимо, планируя переброс судов. После боя 21 апреля защитники соорудили на нижней части долины частокол, заменявший внешнюю стену.

#### Перетаскивание судов
Морской бой 20 апреля продемонстрировал превосходство высоких парусных судов христиан перед невысокими и в основном гребными судами османского флота. Кроме того, он ещё раз напомнил о важности для византийцев перекрытого Золотого рога, позволявшего византийскому флоту иметь безопасное убежище, а северную стену охранять минимум людей.
Проход в Золотой Рог был заблокирован массивной железной цепью, снять которую можно было, лишь предварительно захватив Перу — колонию Генуи. Сама Генуя соблюдала нейтралитет и Мехмед не хотел в тот момент его нарушать.
Мехмед II решил использовать хитрость, чтобы его суда могли попасть в эту запертую цепью бухту. План состоял в том, чтобы построить дорогу из промасленных брёвен через Галатский холм рядом со стенами Перы (Галата) от Босфора до Золотого Рога, по которой корабли бы были перетащены на берег Золотого Рога, где их снова спустили бы на воду. На рассвете 22 апреля первые корабли были перетащены с помощью волов в Золотой Рог.  Вскоре османские корабли спустили на воду  и они бросили якорь в Золотом Роге. Современные событиям христианские источники называли от 67 (Критовул)  до 80 (Тетальди) кораблей.
Защитники Константинополя решили поджечь турецкий флот греческим огнём со своих кораблей после наступления темноты. Современники обвиняли  генуэзцев, что они сообщили султану об операции.
В ночь на 28 апреля операция началась. С одной из башен Галаты был послан яркий световой сигнал, когда христианские корабли стартовали. Корабль Кока был уничтожен артиллерией поджидавших османов. Одной из галер и транспорту удалось выйти без особых повреждений, но небольшие суда понесли большие потери. Мехмед велел казнить захваченных моряков перед городскими стенами, в ответ ромеи казнили на стенах в виду османской армии османских пленных.
Захват части Золотого Рога позволил Мехмеду улучшить связь между армией у стен Константинополя и войском Заганоса, стоявшим у Перы. Он велел соорудить понтонный мост из сотни связанных попарно винных бочек через Золотой рог. На мосту установили орудия и обстреливали стены Влахерн, самые слабоукреплённые, со стороны моря.

#### Усиление давления
Мехмед продолжал требовать сдачи города, предлагая в обмен гарантии безопасности жителям и их имуществу, и обещая императору изгнание в Морею. В начале мая интенсивность бомбардировок увеличилась, а 6 мая была восстановлена пушка Орбана. Стены разрушались всё сильнее, несмотря на усилия жителей города по их ремонту. Османы снова попытались в ночь на 7 мая прорвать оборону у ворот Св. Романа, но были отбиты. После этого нападения венецианцы решили вывести всю военную технику со своих кораблей на склады в самом городе, а 9 мая  команды венецианских судов отправить к повреждённым стенам Влахерна. После постановки на якорь большей части венецианского флота Мехмед решил, что его флоту в Золотом Роге ничто не угрожает и 14 мая  снял всю артиллерию с северного берега залива и установил напротив стены Влахерн на понтонный мост. Через несколько дней артиллерия была переброшена в долину Ликос. Главные орудия османов были расположены на холме напротив ворот Св. Романа, которые были самыми ненадёжными. После этого стены в долине Ликос подвергались постоянному обстрелу.
Мехмед приказал подорвать фундаменты крепостных стен, прокопав туннели. Для этого использовали горняков из Нови-Брдо. Сначала минёры рыли минные галереи в районе Харисийских ворот, но из-за неподходящих условий перенесли деятельность в район Калигарийских ворот.
С 16  по 25 мая  османы предприняли 14 попыток прорыть подкопы. Некоторые из османских туннелей были затоплены, а в другие ворвались византийские солдаты и убили землекопов. Один туннель был подожжён и рухнул на минёров.
Мехмед приказал использовать осадные башни. 18 мая  одну осадную башню подтащили  к разрушенной башне Св. Романа и поставили поверх рва. Под защитой башни османские солдаты засыпали ров землёй.  Однако ночью  защитники подкрались к башне, поместили рядом бочки с порохом,  и взорвали. Несколько других османских осадных башен были уничтожены аналогичным образом, после чего от этой тактики отказались, а оставшиеся башни были ликвидированы.

#### Последние дни
Боевой дух османского войска ослабевал со временем. Османы опасались прибытия христианских подкреплений тем более, что Янош Хуньяди утверждал, что свободен от мирного договора, подписанного с султаном. Мехмед снова попытался добиться сдачи города. Примерно 25 мая  он отправил в город посланника, Исфендияроглу Кизил-Ахмет-бея.  Однако император соглашался на все уступки, кроме одной — сдачи Константинополя. Возможно, реальной целью этих переговоров была не сдача города. Мехмеду было нужно, чтобы его человек проник в город и сообщил ему об обстановке внутри стен.
26 мая Мехмед собрал своих советников, чтобы выслушать их мнение. Халил-паша с самого начала был против конфликта с христианами и осады города, которая, по его мнению, принесла только убытки империи, а теперь армия рискует столкнуться с прибытием западных подкреплений. Мысль, что Халил-паша получал от византийцев подарки, громко не озвучивалась, но с этого времени визирь попал в немилость султана. Заганос-паша, как и многие другие более молодые военачальники, высказался за продолжение осады. По сообщению Георгия Сфрандзи, Заганос-паша, доказывал, что Константинополю неоткуда ждать реальной помощи, ибо в среде «итальянских и других западных владетелей… нет единомыслия. А если всё-таки некоторые из них с трудом и многочисленными оговорками пришли бы к единомыслию, то в скором времени их союз потерял бы силу: ведь даже те из них, кто связан союзом, занят тем, как бы похитить принадлежащее другому, — друг друга подстерегают и остерегаются». Эти слова свидетельствуют о том, что султан и высшие сановники хорошо ориентировались во внешнеполитической обстановке. Мехмед поддержал тех своих помощников, которые настаивали на продолжении осады.
Посланники Мехмеда объявили войскам о последнем штурме. Солдатам пообещали три дня на разграбление города. Понедельник 28 мая Мехмед объявил днём отдыха и подготовки к финальному штурму.

#### Османские последние приготовления
Мехмед совершил общую инспекционную поездку. Он приказал всему своему флоту в Золотом Роге и в Мраморном море подготовиться к штурму, моряки должны попытаться взобраться на морские стены Константинополя, чтобы вынудить осаждённых рассредоточить силы и держать кого-то в каждой точке стены. Заганос должен был оказать помощь морякам, в то время как остальные османские войска сосредоточились в районе стен Влахерна. Справа от него до ворот Харисиуса бейлербей Караджа-паша отвечал за наступление, а Исхак-паша и Махмуд-паша возглавляли войска Анатолии для штурма между воротами святого Романа и Мраморным морем. Султан взял под контроль сектор долины Ликос, самое слабое место византийской обороны.
Султан также встретился с представителями Перы и потребовал не оказывать никакой помощи осаждённому городу под угрозой наказания. В речи перед своими командирами и визирями он указал, что город не непобедим, и что защитники истощены, немногочисленны и непоследовательны.

«Весь оставшийся день от рассвета до ночи турки ничего не делали, кроме как подносили к стенам очень длинные лестницы, чтобы использовать их на следующий день, который должен был стать кульминацией нападения. Таких лестниц было около двух тысяч, и после этого они воздвигли множество препятствий, чтобы защитить людей, которые должны были поднять лестницы к стенам».

К моменту последнего штурма стены Константинополя были серьёзно ослаблены, и османская артиллерия пробила три бреши. Первую между Адрианопольскими воротами и дворцом Порфирогенитов, вторую — возле ворот Сен-Ромен в долине Ликос, а третью — возле Третьих военных ворот. Но в долине Ликос брешь была самой крупной.Лауро Квирини написал 15 июля Папе Николаю V письмо с Крита и описал последний штурм как три волны. Барбаро так же писал про три этапа:

«Султан разделил своё войско на три группы по пятьдесят тысяч человек в каждой: одна группа состояла из христиан, которые содержались в его лагере против его воли, вторая группа состояла из людей из неблагополучных семей, крестьян и т. п., а третья группа состояла из янычар».

#### Первая и вторая волна
В ночь с 28 на 29 мая около половины второго ночи османские войска по всей линии пошли на штурм через бреши. В османском войске барабаны, трубы и флейты подняли сильный, оглушающий шум. Османы заполнили ров перед стенами, и осаждённые не могли их остановить. За спиной атакующих Мехмед разместил заградительный ряд янычаров. Усилия османов были сосредоточены в районе долины Ликос. После двухчасового боя Мехмед приказал отступить.
Затем султан направил в атаку анатолийские войска Исхака-паши на брешь у Третьих военных ворот (Тритон). Пушка Орбана уничтожила частокол, что позволило части нападающих проникнуть внутрь стен, но защитникам удалось выдавить их наружу. Атаки со стороны Мраморного моря, у стены Золотого Рога, на дворец Влахерн оказались отбиты.

#### Ранение Джустиниани. Керкопорта
|            |
| Керкопорта |

После отвода анатолийских войск Исхака-паши на стены обрушился шквал снарядов, за которым последовала третья атака. Её вели 3000 янычаров, которых сам султан Мехмед довёл до крепостного рва и направил в атаку. Янычары наступали двумя колоннами. Одна штурмовала Влахернскую стену, вторая шла на пролом в районе Ликоса. Несмотря на усталость, защитники сумели отразить и эту атаку. По словам Барбаро, осаждённым померещилось, что победа возможна, когда на одной из башен появился османский флаг. Как османы проникли в город, точно не известно. По словам Дуки  на стыке стен Феодосия и Влахернских, в секторе, защищаемом братьями Боккиарди, для ночных вылазок против османов защитники использовали небольшие ворота под названием Керкопорта (Цирковые ворота). Предположительно, кто-то забыл запереть их, это было быстро обнаружено отрядом янычаров примерно из 50 человек, которые проникли в город и с тыла напали на осаждённых. Генуэзцы, заметив османский флаг, бросились к нему. В этот момент произошло событие, которое принято считать поворотным моментом последнего штурма и ключевым моментом осады — у ворот Св. Романа Джустиниани был ранен в грудь пулей или арбалетной стрелой (в руку или бедро). Раненый Джустиниани послал одного из своих солдат к Константину Драгашу, чтобы попросить у него ключ от небольших ворот, и попасть его внутрь города. Император отклонил эту просьбу, потому что перед атакой было решено, что после того, как солдаты выйдут в Периболос, ворота позади них будут заперты. Тем не менее солдаты Джустиниани доставили командира в город, не слушая Константина:
Венецианцы и греки во главе с императором Константином остались одни. Константин попытался остановить прорыв османов сам без генуэзцев, но было уже поздно. Последних защитников постепенно вытесняли к внутреннему валу, где они в большом количестве гибли во рву от османских снарядов.
Самая распространённая версия гласит, что  император, услышав о прорыве врага через гавань и поняв, что город спасти не удастся, сбросил все знаки императорского достоинства, кроме сапог, и бросился в бой. Эта версия основывается на описании Критовула, согласно её последними словами императора были: «Город пал, мне незачем больше жить». В гуще схватки Константин был сражён двумя ударами — в спину и лицо.
Согласно Бабингеру, после захвата города по приказу Мехмеда место битвы обыскали и обнаружили тело в пурпурной обуви, в котором признали Константина. Отрубленную голову императора поместили на колонне Августа, а затем пересылали «в драгоценной шкатулке от одного мусульманского правителя к другому». Место захоронения тела неизвестно.

### Завоевание Сербии
В 1456 году Мехмед провёл неудачную кампанию в Сербии. Во время осады Белграда султан был ранен и вынужден отступить. По словам Критовула, отступив от Белграда, Мехмед послал  в Энез Махмуда-пашу принять капитуляцию города, детали неизвестны.  Перед осадой Белграда или сразу после неё пост великого визиря был назначен Махмуд-паша.
В 1456 году умер Георгий Бранкович, дочь которого, Мара Бранкович, была мачехой Мехмеда II и вдовой Мурада II. Новым деспотом стал  сын Георгия — Лазарь Бранкович. В 1457 году  Лазарь отправил  в Стамбул посла для ведения мирных переговоров. В 1457 году прошли празднования по случаю суннета сыновей Мехмеда. В январе 1458 года, не оставив сыновей, умер Лазарь Бранкович. Часть аристократии стремилась сохранить независимость Сербской церкви от папы, даже ценой подчинения государства османам. Стефан Бранкович  занимал провенгерскую позицию.  Пьетро Томазио доносил из Буды в конце января, что османский отряд из 20 000 всадников  направлялся к границе Сербского деспотата.  Османские гарнизоны сербских крепостей выступили против Стефана, но неудачно.

Мехмед был разгневан нападением сербов на османские гарнизоны и повелел наказать виновных. Возглавить кампанию султан поручил  бейлербей Румелии Махмуду.  Османские историки Турсун-бей и Кемальпашазаде (1468—1534) писали, что Махмуд пересёк сербскую границу в мае и сразу взял две крепости. 10 мая был захвачен монастырь Ресава, основанный Стефаном Лазаревичем как пограничная твердыня. Вторую крепость Т. Ставридес называл «Омол», а турецкий историк Ш. Текиндаг — «Куруджа». Бабингер упоминал ещё две крепости — «Вишевац» и «Жрнов» — на Дунае. Оставив в захваченных крепостях гарнизоны, Махмуд-паша направился к Смедерево и предложил жителям сдать город. Получив отказ, он взял город в осаду, его войска начали разорять окрестности. Через несколько дней Махмуд-паша дал защитникам города ещё один шанс, выслав в город на переговоры Исхакоглу Ису-бея и Алиоглу Ахмеда-бея. Когда и в этот раз защитники не сдались, османские войска пошли на приступ. В итоге штурма город был взят, но его цитадель смогла устоять.
После Смедерево, разграбив по пути Мачву, Махмуд-паша взял две ключевые сербские твердыни: Гюзельче Хисар, построенную Мурадом II и защищавшую подходы к Белграду, и Сивриче Хисар, защищавшую подходы к копям Рудник. Затем он ушёл к Нишу, чтобы провести рамадан (в том году, 862 по мусульманскому календарю, рамадан пришёлся на период с 12 июля до 10 августа). Сербы успокоились, решив, что кампания завершена, но сразу после рамадана Махмуд неожиданным стремительным броском подошёл к Голубацу и захватил его: уже 25 августа 1458 года Пьетро Томазио доносил из Буды, что Голубац сдан. Затем Махмуд пересёк Дунай и захватил Трнав и Митровицу, но почти сразу развернулся и направился в Скопье навстречу Мехмеду, возвращавшемуся из Мореи. Султан хотел распустить основную часть войска, но Махмуд отговорил его. Оказалось, что Махмуд был прав, поскольку венгры собрали силы и атаковали турок. Лишь благодаря предусмотрительности великого визиря, не распустившего армию, это нападение было отбито.
Критовул писал, что в 1458 году Махмуд-паша вместе с Мехмедом участвовал в походе на Морею, однако Т. Ставридес считал это ошибкой, поскольку Махмуд и Мехмед встретились в Скопье после того, как Мехмед вернулся из Мореи.
Балканские князья не теряли надежды создать надёжный антиосманский союз. Было достигнуто соглашение о браке Елены, дочери Лазаря Бранковича, и Стефана Томашевича, сына Стефана Томаша. В итоге Степан Томашевич становился наследником Сербского деспотата. Эта ситуация не устроила османов. Пока Стефан Томаш был на переговорах в Венгрии, османы вторглись в Боснию и осадили Врандук и Бобовац. Стефан Томашевич вместе со своим дядей Радивоем Остоичем бежал из Бобоваца в Смедерево. По прибытии туда 21 марта 1459 года он объявил себя деспотом по соглашению с Матьяшем Корвином: Матьяш обещал Стефану поддержку в обмен на признание Сербии вассалом Венгрии. Свадьба Елены и Стефана состоялась там же, в Смедерево, 1 апреля 1459 года.
В ответ армия Румелии выдвинулась к границам Сербии. Турсун-бей сообщал, что кампания возглавлялась лично султаном, хотя неясно, принимал ли Мехмед участие в ней с самого начала. В апреле 1459 года европейские агенты доносили, что османы «взяли в плен много людей разных классов», а в июне Иоганн де Мелтис сообщал из Рагузы, что Мехмед  находится в Софии. Степан Вукчич, соблюдая вассальные обещания Мехмеду, восстал против Стефана Томашевича. Когда османские силы подошли к Смедерево 20 июня 1459 года, оставшийся без поддержки Стефан Томашевич был вынужден сдаться без боя. На этот раз он был прощён Мехмедом, турки позволили ему, его семье и свите свободно покинуть город и вернуться в Боснию.

### Завоевание Мореи (1458–1460)
Деспотом Мореи был в 1460 году Деметрий Палеолог. До 1448 года он занимал в Константинополе пост месазона, а деспотом стал в 1448 году, когда его брат Константин XI отдал ему половину Мореи, чтобы удалить из Константинополя. Так Деметрий стал соправителем своего другого брата, Фомы Палеолога, что крайне не нравилось последнему. Ещё в конце сороковых годов Фома и Деметрий стали вассалами Османской империи и остались ими после захвата Константинополя и гибели Константина в 1453 году. Согласия между братьями не было. Помимо вялотекущего конфликта с Деметрием, Фома пошёл на обострение ситуации и перестал платить дань Мехмеду, понадеявшись на помощь папского флота.
Чтобы покончить со всеми морейскими проблемами, в мае 1460 года Мехмед во главе армии направился в Морею, назначив Махмуда-пашу командующим авангарда. Первой целью османов была столица Деметрия, Мистра. Узнав о приближении османской армии, Деметрий послал к султану своего шурина, Деметрия Асеня, с дарами, однако Мехмед арестовал Асеня и отправил в заключение. Для захвата деспота Мехмед отрядил Махмуда с армией Румелии. За ночь дойдя до Мистры, Махмуд-паша окружил город и потребовал сдать его. Деспот выдвинул встречное условие: освободить Асеня в обмен на сдачу города. Махмуд-паша согласился, и город был сдан. С Деметрием и его семьёй Махмуд обращался уважительно, а ключи от столицы деспотата принял лично прибывший на следующий день Мехмед. По возвращении в Эдирне Мехмед советовался с визирями Махмудом-пашой и Исхаком-пашой по поводу дальнейшей судьбы деспота Мореи. По словам уроженца Имброса, Критовула, было принято решение дать ему острова́ Лемнос, Фасос, Имброс и Самофракию, а также соляные варни города Энез в управление. Позднее, в 1463 году перед Боснийской кампанией, Мехмед решил его убить, но Махмуд-паша отговорил султана от этого.

### Завоевание Трапезунда (1460—1461)
Амасра (или Амастрида) была генуэзской колонией на Анатолийском побережье Чёрного моря, практически анклавом на территории османской империи. Снабжение осуществлялось генуэзцами с моря. В непосредственной близости от Амасры находились земли Измаил-бея Исфендиярогуллары (Болу, Кастамону и Синоп). Он пытался освободиться от зависимости от султана и вступил в союз с Караманидами и Ак-Коюнлу.
После возвращения из Мореи в 1460 году Мехмед направился в Анатолию. Историки описывают начало этой кампании так: однажды Мехмед спросил Махмуда-пашу: «Что же это за крепость [Амасра], что ни мой отец, ни мои деды не смогли её взять?». Согласно Нешри и Саадеддину, Махмуд ответил: «Возможно, Всевышний предопределил, что она будет захвачен рукой моего султана. Потому всему предопределено своё время». Мехмед приказал Махмуду-паше подготовить флот и блокировать крепость с моря, а сам во главе армии отрезал доступ к крепости с суши. Гарнизон крепости сдал и её, и город, испугавшись мощи армии Мехмеда.
С захвата Амасры началась большая кампания по захвату анатолийских территорий. Ашик-паша-заде и Нешри сообщали, что при подходе османских сил к Амасре Измаил-бей сбежал из Болу в Синоп. Всем было очевидно, что Мехмед собирается взять под контроль всё южное побережье Чёрного моря. Согласно Саад-эд-дину, султан предложил Махмуду-паше отобрать бейлик у Измаила-бея и отдать брату последнего — Кизил Ахмеду-бею. Махмуд-паша подготовил флот из сотни галер и отправил в Синоп, преследуя Измаила-бея. Тому́ было направлено письмо от султана, сообщавшее, что суда идут в Трабзон и что Измаилу-бею следует позаботиться и снабдить их всем необходимым. Сам же Махмуд-паша демонстративно направился в Эдирне и начал подготавливать армию Румелии, чтобы Измаил-бей подумал, что кампания будет в Европе. Эта уловка удалась, и бей утратил бдительность, а Махмуд быстро пересёк с армией проливы и пришёл в Бурсу, где находился Мехмед. Оттуда султан послал Махмуда-пашу вместе с Кизил Ахмедом-беем в Синоп. Измаил-бей, не ожидавший нападения, сдал город по первому требованию османского военачальника. По словам последнего, султан взял Измаила-бея в Эдирне и дал ему в управление санджак Стапимак.
Примерно к этому времени относится покушение на Махмуда-пашу. Источники сообщают, что покушавшегося подвергли мучениям. По словам Константина из Островицы, Мехмед был огорчён до слёз, он приказал задержаться в лагере на три дня, чтобы Махмуд-паша мог немного оправиться. Также Мехмед приказал, чтобы Махмуд-паша до выздоровления перемещался на носилках.
От Синопа османская армия выдвинулась в направлении Трабзона. Правитель Ак-Коюнлу Узун-Хасан обеспокоился, подозревая, что армия направляется к его территории, и выслал посольство к Мехмеду. На переговоры  Узун-Хасан отправил свою мать, Сару-хатун. Пока посольство пешком взбирались на крутые высоты перевала Зигана, Сара-хатун спросила султана Мехмеда, почему он терпит такие лишения ради Трапезунда. Мехмед ответил: «В моей руке меч ислама, без этих трудностей я не заслужил бы имени гази, и сегодня и завтра мне пришлось бы закрывать своё лицо от стыда перед Аллахом»
Мехмед не разрешил ей вернуться со своими людьми обратно и задержал её до конца кампании.
Османский флот подошёл к Трабзону и осаждал его с моря несколько дней. Город успешно оборонялся и император Давид надеялся продержаться, однако надежды рухнули с подходом армии. Город сдался после шести недель атак, возглавляемых Мехмедом. Город, несмотря на то, что сдался, а не был захвачен, пострадал так, как если бы его брали с бою. Дочь императора Давида, Анна, была взята в гарем Мехмеда, однако не стала его наложницей, а позже её выдали замуж за Заганоса-пашу. На первых порах Давид Комнин получил от императора поместья с хорошим доходом, однако через два года был обвинён в измене и казнён. 

### Покорение Валахии (1459–1462)
Пока Мехмед  был в Анатолии у Трабзона, Влад Цепеш (Дракула) атаковал османские порты на Дунае. Цепеш уже несколько лет не платил дань, и Мехмед послал Чакирджибаши Хамзу-бея с отрядом собрать её. Дракула арестовал посланников султана и «велел посадить на кол султанского посла и рядом с ним всех его слуг». По словам Халкокондила, Мехмед настолько вышел из себя от гнева, услышав весть об этом, что ударил Махмуда-пашу, сообщившего ему новость.
Мехмед направился для наказания Влада в Валахию, впереди двигался Махмуд-паша во главе османского авангарда. С османской армией был брат Влада, Раду. Первая стычка состоялась, когда османы встретили небольшой отряд из войска Дракулы и Мехмед послал Махмуда-пашу против него. Отряд отступил и попытался скрыться, но Махмуд-паша преследовал противника и догнал. Многие из валашских воинов были убиты, ещё больше попало в плен. Триумфальное возвращение Махмуда-паши в лагерь описал Турсун-бей, сопровождавший Мехмеда: «Настроение было чудесным, несколько сотен неверных были закованы в цепи».
Центральным эпизодом кампании стала ночная атака османского лагеря Владом. Он напал на шатёр Махмуда-паши и Исхака-паши, перепутав его с шатром султана. С приближением рассвета Дракула со своими людьми отступил, преследуемый Михалоглу Али-беем. После ещё нескольких битв Цепеш скрылся в Венгрии. В завершение кампании Мехмед поставил воеводой Валахии вместо Влада его брата и вернулся в Эдирне в середине июля. В европейской историографии «ночной бой у Тырговиште» изображается как выигранный Владом.
Анджиолелло писал о некоей кампании Мехмеда в Валахии в более раннее время, в 1458 году. Согласно этому автору, Мехмед послал Махмуда-пашу в главе 30 000 всадников охранять Дунай. Махмуд-паша пересёк реку и атаковал крепость. Когда османская армия возвращалась, Дракула атаковал его с 5000 воинов и разбил наголову. Уцелели только 5000 из 18 000 османских солдат, и Махмуд вынужден был спасаться с остатками войск в Софии. По мнению Т. Ставридеса, данная версия крайне сомнительна. Однако румынские учёные предпочитают считать, что Анджиолелло не ошибался, и (несмотря на отсутствие других источников) считают, что такая кампания была.

### Захват Лесбоса
Поскольку валашская кампания окончилась быстро, Мехмед решил в том же году захватить Лесбос, принадлежавший семье Гаттилузио. В тот момент на Лесбосе правил Николо Гаттилузио, за несколько лет до этого казнивший своего брата Доменико. Дав отдохнуть Махмуду до сентября, Мехмед приказал ему отплыть из Галлиполи к Лесбосу, а сам с армией двинулся к ближайшему от Лесбоса побережью через земли Анатолии (расстояние от Лесбоса до берега Анатолии около десяти километров). О событиях осады папе Пию II написал подробное письмо архиепископ Митилены Леонард Чиензис. Османский флот, состоящий из ста десяти судов, под началом Махмуда-паши вошёл в гавань города. По словам Леонарди Чиензиса и Халкокондила, Махмуд-паша предложил защитникам города сдаться без боя, но они отказались и предложили заплатить выкуп. Мехмед, уже прибывший с армией к берегу, переправился на остров, чтобы ещё раз лично предложить Никколо Гаттилузио сдаться. После его отказа Мехмед решил остаться на острове и лично наблюдать за подготовкой к осаде, несмотря на совет Махмуда-паши покинуть остров. В течение нескольких дней артиллеристы под командованием Махмуда-паши обстреливали город. Дука, живший на Лесбосе и, возможно, пострадавший при этой осаде, записал в последних строках своей истории: «Переправившись на другую сторону, Султан оставил своего Великого Визиря осаждать Митилену. И он установил машины, бросающие камни, на противоположной стороне и бомбардировал часть города, называемую Меланоидион, сравняв её с землёй; то же самое он сделал с укреплениями и башнями других частей». Видя бесполезность сопротивления, Никколо Гаттилузио передал Махмуду-паше своё решение сдать город, и 19 сентября Мехмед прибыл с другого берега, чтобы принять капитуляцию.
Мехмед отправился в Стамбул, оставив Махмуда-пашу на острове для регистрации жителей в дефтере. По словам Ашик-паша-зеде, полководец выполнил задание «точно и безошибочно».
Венецианцы не могли смириться с потерей торговых баз. Их суда под командованием Орсато Джустиниани в 1464 году атаковали Лесбос, и Мехмед послал Махмуда-пашу в Галлиполи для подготовки османского флота. За двенадцать дней было снаряжено  сто десять судов. Пришло донесение, что четыре венецианских корабля стоят в гавани острова Тенедос. Османский флот стремительно направился туда, покинув Галлиполи ночью, и преодолел расстояние за сутки. Две из четырёх трирем были захвачены, две другие уплыли на Лесбос и предупредили Джустиниани. Венецианцы сбежали.

### Завоевание Боснии (1463)
|                            |
| Стефан Томашевич на фреске |

Боснийский король Стефан Томашевич, ранее бывший правителем Сербской деспотовины, отказался выплачивать разорительную дань османам, рассчитывая на помощь Венгрии. В марте начались набеги османских отрядов на земли Герцеговины, однако никто не пришёл к ней на помощь. Более того, в 1463 году венгерский король Матьяш Корвин заключил мир с Мехмедом, и обеспокоенный Стефан прислал послов в Стамбул для переговоров о пятнадцатилетнем мире. Но для боснийцев приготовили ловушку. Константин из Островицы случайно подслушал разговор визирей, в котором обсуждалось, как лучше захватить Боснию и обмануть послов. Константин передал послам, что не надо верить обещаниям султана и визирей о мире, но они не поверили. Первым городом, осаждённым османской армией, был Бобовац. Константин из Островицы писал: «Пушек с собой у султана не было, и он приказал отлить их под замком и захватил замок с помощью этих пушек». Оттуда Мехмед «послал впереди для быстроты Мехмет-пашу с двадцатью тысячами коней, чтобы они могли застигнуть короля Томаша». Передвигаясь от крепости к крепости, Махмуд-паша узнал от предателя, что король находится в замке Ключ, расположенном на горе у реки. Добравшись до места, он обнаружил, что по приказу Стефана мост разрушен, османские солдаты хотели отказаться от погони, однако командир воодушевил свой отряд, и они переправились и без моста.
Осадив замок, Махмуд-паша уговорил Стефана сдаться, дав обещание сохранить ему жизнь, после чего доставил его к замку Яйце, который осаждал Мехмед. Однако по пути он осаждал боснийские города и показывал пленённого короля, после чего города сдавались без боя. Жители Яйце не стали исключением — увидев своего короля в руках османов, защитники города согласились сдаваться. После сдачи Яйце Махмуд-паша совершил рейд по землям Герцеговины. Её правитель Степан Вукчич Косача бежал, и паша захватил большинство крепостей.
Согласно большинству источников, Мехмед был рассержен на Махмуда-пашу за обещание о сохранении жизни, данные Стефану Томашевичу.  Мехмед не пожелал выполнять обещаний, данных Махмудом. Он помнил, что уже один раз пощадил Стефана в 1459 году, когда захватил Сербию, однако тот, уйдя из Смедерево и став правителем Боснии, не был верным вассалом. Второй раз пощадить Стефана Мехмед не захотел и, по словам Ашик-паша-заде, обратился к сопровождавшему кампанию Шейху Али Бистами с вопросом: «Являются ли жизнь и владения этих неверных законными?». Тот ответил: «Убийство таких неверных является священной войной». Король был казнён, а все земли Стефана захвачены. Большинство историков утверждают, что Шейх Али Бистами самолично отрубил голову Стефану.
В 1464 году венгерский король Матьяш Корвин, считавший Боснию вассалом Венгрии, смог к концу того же года отвоевать обратно практически все крепости, в том числе Яйце и Звечай. После кампании, в которой был схвачен и казнён Стефан Томашевич, османским комендантом крепости был назначен Константин из Островицы, который без сопротивления сразу сдал её венгерскому королю. Новая боснийская кампания планировалась ещё весной, но нападение венецианцев на Лесбос отсрочило участие в ней Махмуда-паши. Летом 1464 года армия во главе с Мехмедом уже выдвинулась в Боснию. Байло Алевизе Фоскарини доносил из Константинополя (Стамбула) в июне, что «Басса»  собирается в Венгрию. Поскольку в это время Лесбос ещё не был освобождён от венецианцев, эти сведения сомнительны, либо же Махмуд-паша был летом в Боснии, но оттуда был послан в Галлиполи. Между 10 июля и 24 августа армия во главе с Мехмедом опять осаждала Яйце, в этот раз безуспешно.
В августе Матьяш Корвин подошёл к остававшемуся под османами городу Зворник и осадил его. Мехмед отошёл к Софии, где дождался прибывшего в ноябре или декабре Махмуда-пашу и послал его с армией к Зворнику, а сам вернулся в Эдирне. Махмуд-паша собрал воинов, уроженцев этих мест, пообещал им тимары (земельные поместья) и дал задание: пробраться лесами к осаждённому Зворнику и криком оповестить осаждённых, что армия султана на подходе и будет через три дня. Согласно османским источникам, весть о приближении султана вселила в осаждающих страх, и они, предприняв последнюю попытку штурма, бежали. В это время подоспел авангард османской армии — акынджи во главе с Михалоглу Али-беем. Махмуд-паша преодолел трёхдневный перегон галопом за ночь, нагнал венгерскую армию и разбил её. Со множеством пленных он вернулся в Софию.

### Война с Венецией (1463–1479)
Венеция высадила войска в Морее, а Матвей Корвин в Боснии. Венецианцы захватили Аргос, укрепили Коринфский перешеек. Венецианцы вели долгую осаду Акрокоринфа, но 20 октября 1463 года, они были разбиты под стенами крепости, а командующий армии смертельно ранен. Венецианцы сняв осаду ушли к Нафплиону и Гексамилиону. Матвей Корвин вёл успешную войну в Боснии, захватывая турецкие укрепления и город Яйце.
Мехмед II отправил великого визиря Махмуд-пашу с армией в поход. Венецианцы испытывали эпидемии и отступили. Турки вступили в Морею, захватили Аргос и вернули занятые земли. Султан отправился в поход с армией и безуспешно осаждал Яйце. На море венецианцы весной 1464 года пытались отбить Лесбос, осада Митилини велась 6 месяцев, прибытие турецкого флота вынудило командующего Орсато Джиустиниани снять осаду. В начале 1465 года султан пытался заключить мир, но предложение было отклонено.
В апреле 1466 года венецианский флот под руководством Ветторе Капелло стал отбивать у турок острова (Имброс, Тасос, Самотраки). 12 июля они высадились на берег и заняли Афины, но не сумев взять Акрополь отступил к Патрам, осаждаемый Якопо Барбариго. Город находился на грани капитуляции, но Омар-бей отбросил венецианцев, в битве погиб Барбариго. Через несколько дней был разбит Капелло, пытавшийся взять реванш.
В 1470 году была захвачена Эвбея.
В 1479 году по условиям мирного договора Османская империя получила Лемнос, Эвбею и также опорные пункты в Морее и Эпире. Венеция должна была выплатить компенсацию в 100 000 дукатов и 10 000 ежегодно за право вести торговлю на турецкой территории.

### Покорение Анатолии (1464–1473)
После смерти Ибрагим-бея II два его сына Исхак-бей и Пир Ахмед разделили страну на два бейлика: Исхак, правил своей частью из Силифке, а Пир Ахмед управлял большей частью страны из Коньи. Исхак с помощью Узун-Хасана, правителя Ак-Коюнлу, прогнал Пир Ахмеда, и тот укрылся у султана. В 1465 году Пир-Ахмет вернулся с войском, которое дал ему султан и прогнал Исхака, тот бежал к Узун-Хасану где и умер.
В 1467 году Пир Ахмед отказался выступить вместе с султаном на мамлюков, в 1468 году Мехмед II повёл армию на Караманидов, Пир Ахмед укрылся у Узун-Хасана, а османы взяли Конью. Махмуд-паша был отправлен преследовать Пир Ахмеда, но тому удалось бежать. Пир Ахмет укрылся в Ларинде и Нигде, где сражался по очереди с османами и своими братьями за власть. В 1470 году он заключил союз с братом Касымом, но Гедик Ахмед-паша выбил их из Ларинды. Затем братья потеряли Эрменек и неприступный замок Менен (тур. Mennan Kalesi ), в котором Пир Ахмет укрыл жену, детей и казну.
Касым-бей атаковал Анкару, в 1471 и 1472 гг. султан отправил две армии, покорив север страны и горные побережье до Средиземного моря. Узун-Хасан выступил против правителя Карамана, сына султана Мустафы, с целью восстановить Пир Ахмеда на троне Карамана и планировал атаковать Синоп. Союзная армия, где были Узун-Хасан, Пир Ахмет, Касым-бей и Кизил Ахмет, а также племянник Узун-Хасана Юсуфча-Мирза вступили в войну. Главным событием войны были захват и разорение Токата, город был сожжён, убито и замучено много жителей. Был захвачен Кайсери, но, осадив Конью, Пир Ахмет и Юзуфча Мирза не добились успеха. Им стало известно, что османская армия идёт в их сторону, и они двинулись навстречу ей. В битве у Бейшехира шехзаде Мустафа разбил армию Ак-Коюнлу и взял в плен Юзуфчу Мирзу. Пир Ахмет опять смог сбежать и укрыться у Узун-Хасана.
Караманиды предоставили своё побережье для выгрузки оружия, которое Венецианская республика предоставила для помощи Узун-Хасану в войне с Мехмедом II, но османский флот сорвал выгрузку. В состоявшейся летом 1473 года битве при Отлукбели османы победили армию Узун-Хасана и Караманидов, Пир-Ахмет и Узун-Хасан сбежали с поля битвы. Пир Ахмет перебрался к Касыму, который после битвы у Бейшехира ушёл с отрядом в Силифке. Оттуда он попытался организовать ещё один поход против османов, но Гедик Ахмед-паша и в этот раз победил. Пир Ахмет опять сбежал к Узун-Хасану, который дал ему в качестве дирлика город Байбурт.
Османская империя закрепила власть в Анатолии.

### Война с Молдовой (1475–1476)
Правитель Молдавского княжества Стефан III Великий с 1470 года не платил дань. Турки, желая с ним покончить собрали войско численностью 120 тысяч, под командованием Хадым Сулеймана-паши. В армии Стефана было около 40 тысяч воинов. Помимо этого, к нему присоединилось около 8 тысяч союзников. Молдавская армия отступала, применяя тактику «выжженной земли». Во время движения к городу Васлуй, армии Сулеймана-паши была устроена засада. 10 января 1475 года турки достигли молдавских лесных укреплений, которые были заранее подготовлены. Турки подверглись атаке армии молдаван. В то время, когда войска Сулейман-паши начали одолевать молдаван, с фланга ударили войска во главе со Стефаном. Турецкая армия была смята, во время попытки к бегству она попадала в ловушки, подготовленные молдавским войском. С тыла турок встретил резерв молдавской армии. Турецкая армия потерпела сокрушительное поражение, которое турецкие хроники назвали «самым крупным бедствием, обрушившимся на турок за всю мусульманскую эпоху». 25 января 1475 года Стефан Великий уведомил христианских правителей Европы о победе и обратился к ним за помощью в борьбе против турок. Европейские державы не предоставили помощь Молдове.
Присоединение Крыма лишило Молдову верного союзника. Численность новой турецкой армии составляла около 150 тыс. воинов. Новый поход на Молдову начался в 1476 году, но молдавская армия, численностью примерно 40 тысяч человек, не дала туркам переправиться через Дунай. В это время Стефану пришлось перебросить главные силы против набегов крымских татар, которые напали на Молдову по приказу турецкого султана. Войска татар были уничтожены, и Стефан опять вернулся на Дунай, но остановить переправу турок уже не смог. Молдавская армия снова прибегла к тактике «выжженной земли» и молниеносных атак, чем сильно изматывала войска султана. Однако генеральное сражение всё-таки было дано 26 июля 1476 года в местечке Валя-Албэ (Белая долина), в котором молдавская армия потерпела поражение. Но быстрая мобилизация позволила Стефану собрать новую 16000 армию. Турки безуспешно попытались взять Сучаву, а затем и несколько крепостей. Снабжать многочисленную армию стало сложно, из-за постоянных атак молдавских конников на обозы. Султан вынужден был повернуть армию обратно.

### Завоевание Албании (1466–1478)
Весной 1466 года Мехмед II повёл войско в Албанию, албанцы которых возглавлял Скандербег, оказывали туркам длительное сопротивление. По приказу султана была построена крепость Эльбасан. После ухода султана албанцы разбили османского командующего Балабан-пашу и сняли осаду с крепости Круя. В начале 1467 года албанцы атаковали Эльбасан. Султан снова повёл армию в Албанию, с целью не допустить их соединения с венецианцами, но турки не сумели взять Крую. Эпидемия чумы ослабила силы албанцев.
После смерти Скандерберга в 1468 году борьбу с османами вёл Лека Дукаджини до полного её покорения турками в 1479 году.

### Крым (1475)
В мае 1475 года султан начал войну против генуэзских владений в Крыму. С моря и суши турки окружили Каффу и обстреливали город из артиллерии. Хан Менгли I Герай, свергнутый братом, находился среди генуэзцев. 6 июня крепость капитулировала. Город был занят, 300 знатных генуэзцев были казнены, на город наложена контрибуция. Командующий армией Гедик Ахмед-паша повёл армию на завоевание других генуэзских крепостей. Турки взяли Солдайю (Судак), Чембало (Балаклаву), Каламиту (Инкерман) и осадили готскую столицу Феодоро — Мангуп. Менгли Герай вместе с двумя братьями был взят турками в плен и отправлен в Стамбул. Турки освободили из заключения в Солдайе его старшего брата Нур-Девлета, который прибыл в Кырк-Ер и занял ханский престол. Беглый Шейдак-мурза был схвачен в Кафе и убит по приказу Эминека. В декабре 1475 года после пятимесячной осады турки-османы взяли штурмом и разрушили Мангуп. Нур-Девлет, вернувший себе ханский престол, признал себя вассалом и данником османского султана. Крымское ханство стало вассалом Османской империи.
В 1478 году Крымское ханство стало протекторатом Османской империи.

### Вторжение в Италию (1480)
28 июля 1480 года 128 османских кораблей Гедик Паши, в том числе 28 галер, пришвартовались в районе Отранто. 11 августа крепость Отранто пала. Архиепископ Пендинелли и герцог Зурло были распилены заживо,  800 христиан, отказавшихся принять ислам, были обезглавлены, началось бегство населения из города.
Османский флот начал совершать грабительские рейды на соседние города — Лечче, Таранто, Бриндизи и Вьесте. В Риме началась паника. Папа Сикст IV продумал планы эвакуации города и призвал европейские страны организовать крестовый поход против турок, который активно поддержала лишь Венгрия, приславшая около 1600 воинов для борьбы с турками, и Неаполь, собравший организованное ополчение. Кастилия и Арагон, однако, приступили к ликвидации Гранадского эмирата, боясь его сотрудничества с турками: началась Гранадская война.
Зимой большая часть 18-тысячного турецкого войска вернулась в Албанию. В Отранто осталось 1300 османов (800 пехотинцев и 500 всадников). Гедик Паша планировал вернуться к ним весной с подкреплением. 1 мая 1481 года христиане взяли город в осаду, а после смерти Мехмеда II, случившейся 3 мая 1481 года турки оставили город.

### Заселение Константинополя (1453–1478)
После взятия Константинополя османы, сделавшие его столицей, стали перестраивать город. Вокруг города были восстановлены стены, в городе построены казармы янычар, больница и новый дворец. Наиболее значительные православные храмы были обращены в мечети, включая Собор Святой Софии. При нём также были построены дворец Топкапы, мечеть Завоевателя, Гранд-базар. Он предоставил гарантии безопасности христианским беженцам (грекам и генуэзцам), которые бежали из города, чтобы поощрить их возвращение. К концу его правления, город вновь стал одним из крупнейших в Европе.

### Управление и культура
В управлении государством султан использовал опыт Византии, привлекал в органы власти исламизированных греков и славян, что ограничило влияние тюркской кочевой знати, преобразовал систему девширме («живого налога» мальчиками и юношами с покорённого населения Балкан, преимущественно со славян и албанцев), реформировал армию, вооружил янычар огнестрельным оружием.
Султан был большим ценителем литературы, во дворце он собрал богатую библиотеку. Покровительствовал изобразительному искусству, архитектуре, поэзии и писал стихи на персидском языке. Предоставил свободу вероисповедания христианам, но при условии, чтобы они подчинялись его правлению.

## Смерть
Умер 3 мая 1481 года по неизвестным причинам, предполагается, что смерть наступила по причине отравления или из-за подагры, похоронен в построенной им мечети Завоевателя.

## Семья
Этот список включает в себя всех женщин, о которых когда-либо писали «вошла», «была взята» или «попала» в гарем. Однако это не означает, что все они стали наложницами.
Жёны и наложницы
- Акиде-хатун — французская наложница, захвачена в Константинополе в мае 1453 года[182].
- Анна Комнина[тур.] — дочь императора Трапезунда Давида Комнина и Елены Кантакузины. Захвачена в Трапезунде в 1460 году, затем отпущена Мехмедом II. Дважды была замужем, приняла ислам[183].
- Анна-хатун (казнена в 1470 году) — якобы дочь губернатора Негропонте Паоло Эридзо[итал.], захвачена в июле 1470 года при падении Негропонте. Отказалась вступить в гарем султана и была казнена[184]. Хроники и современные документы не зафиксировали наличия дочери у Паоло Эридзо, который не был женат. Предполагается, что мнимая дочь и семья «были приписаны» Эриздо, чтобы сделать рассказ о падении Негропонте и смерти Эридзо ещё более эмоциональными[185].
- Чичек-хатун (ум. в мае 1498) — по одним данным, была турчанкой и имела брата Дайы Али-бея[186], по другим — была сербской княжной[187].
- Эсмехан-хатун[188]
- Эмине Гюльбахар-хатун (ум. 1492) — брак был заключён в 1446 году. При Баязиде II получила титул, аналогичный появившемуся позднее титулу валиде-султан. По некоторым данным, по происхождению была славянкой[189] или албанкой[190].
- Гюльшах-хатун (ум. в январе 1474) — брак заключён в 1449 году[188].
- Елена-хатун[тур.] (апрель 1442—1470) — дочь деспота Мореи Димитрия Палеолога и Феодоры Асень. Согласно греческим источникам, в 1458 году вошла в гарем Мехмеда II, однако была отвергнута султаном, опасавшимся, что она отравит его[191].
- Ирина-хатун (казнена в 1453) — была захвачена в Константинополе в мае 1453 года и вскоре казнена[192].
- Мария-хатун — дочь правителя Лемноса Дорино I Гаттилузио и жена соправителя Трапезунда Александра Комнина. Была захвачена в Трапезунде в 1462 году[193].
- Ситти Мюкриме-хатун (ум. в апреле 1467) — дочь правителя бейлика Зулькадар Сулейман-бея. Брак заключён в сентябре 1449 года. Согласно книге Бабингера «Ислам», у Ситти Мюкриме не было детей[194].
- Тамара-хатун (род. 1441) — дочь византийского историка и государственного деятеля Георгия Сфрандзи. В гарем попала в 1456 году[188].
- Хатидже-хатун[195] — дочь Заганос Мехмеда-паши. Брак заключён в 1453 году[188]. В 1456 году, после отставки Заганоса-паши, Мехмед II развёлся с его дочерью[196].
- неизвестная по имени жена — дочь Ибрагима II Караманоглу. Брак заключён в 1451 году[197].
- неизвестная по имени жена — дочь Мехмед-бея и внучка Ибрагима II Караманоглу. Вполне возможно, что она и предыдущая жена Мехмеда II были одним и тем же лицом[197].
- неизвестная по имени наложница/жена — дочь правителя Лемноса Дорино I Гаттилузио, сестра Марии-хатун. Попала в гарем в феврале 1455 года[188].
- неизвестная по имени наложница/жена — принадлежала к семейству Тургатир, управлявших одноимённым княжеством[188].

Сыновья
- Баязид II (3 декабря 1447/январь 1448[188] — 26 мая 1512[198]; мать — Эмине Гюльбахар-хатун[199][200])
- Мустафа (1450 — 25 декабря 1474; мать — Гюльшах-хатун[188]) — вали Карамана[201]. Имел дочерей Халы, Бюльбюль и Нергисшах; последние две были замужем за сыновьями Баязида II Абдуллой и Ахмедом соответственно. Хотя достоверно известно, что Мустафа умер по естественным причинам, ходили слухи, что он был казнён за изнасилование жены Гедик Ахмеда-паши[202].
- Джем (23 января[187]/22 декабря[188] 1459/1460[203] — 25 февраля 1495[188]/1496[203]; мать — Чичек-хатун[188]) — вали Карамана[203], претендент на османский престол после смерти отца. До изгнания был женат на Севиред-хатун, от которой имел сыновей Мурада (казнён 24 декабря 1522) и Огуза (1480 — казнён в декабре 1482) и дочь (р. 1474), которая была замужем дважды[188]. В изгнании женился на Елене Орсини, от которой также имел сына Пьер-Мамеда, принца Саид. Джем умер по разным данным от пневмонии или же был отравлен[204].
- Шехзаде Хасан (1478[205] —1481[206]) Предположительно скончался от оспы[207]
- Нуреддин[188]
- Шехзаде Орхан (1480[208] — 1485[209]) Скончался от болезни.

Дочери
- Гевхер-хатун (до 1460 — после 1477; мать — Эмине Гюльбахар-хатун[188][200]) — в 1474 году Гевхер была выдана замуж за Угурлу Мехмед-бея[тур.][200][210], принца из династии Аккоюнлу, который был сыном правителя Узун-Гасана[211]. Предположительно в этом браке родился сын Мехмед-челеби[212]; кроме того, сыном Гевхер и Мехмеда был Гёдек Ахмед, который был женат на племяннице Гевхер Айнишах-султан, дочери султана Баязида II[211].
- Айше-хатун[188]
- дочь — была замужем за Хасаном, сыном правителя бейлика Джандарогуллары Кемаледдина Исмаила[188].
- дочь (мать — Эмине Гюльбахар-хатун[188][200])

## Мехмед II в искусстве

### В опере
- «Маометто II[итал.]» — опера Джоаккино Россини, 1820.

### В кино
- «Штефан Великий – 1475 год» (1975, режиссёр Мирча Дрэган, в роли Мехмеда II – Георге Диникэ.
- «Князь Дракула» (2000, режиссёр Джо Чаппелль), в роли Мехмеда II — Клаудиу Блеонц.
- «Завоевание 1453» (2012), роль султана исполнил Деврим Эвин[213].
- «Фатих-завоеватель» (2013), роль султана исполняет Мехмед Акиф Алакурт.
- «Османская пощёчина» (2013), в роли Мехмеда Фатиха — Исмаил Хаджиоглу.
- «Дракула» (2014), роль султана исполнил Доминик Купер.
- «Мехмед: Завоеватель мира» (2018), в роли Мехмеда — Кенан Имирзалыоглу.
- Мехмед: Султан Завоевателей (2024), в роли Мехмеда — Чайоглу Серкан
- Также Мехмед появляется как второстепенный персонаж и один из фаворитов главной героини в визуальной новелле Клуба Романтики «Дракула. История любви».

### Комментарии
1. ↑  Звечай - город в Боснии, расположенный в ущелье на левом берегу верхнего течения р. Врбас
2. ↑  Bassa — паша, так итальянцы звали Махмуда-пашу.
3. ↑  Рассказ Критовула об этой кампании немного отличается. Он не упоминает осаду Зворника венгерской армией, но сообщает, что король Венгрии с большой армией пытался принудить султана снять осаду с Яйце. Мехмед узнал о сборе армии в Венгрии и послал Махмуда-пашу выступить против Матьяша Корвина. Махмуд-паша с кавалерией и пешими войсками разбил лагерь у реки «Вринос». Когда Матьяш попытался пройти к Яйце, Махмуд-паша пересёк реку и напал на него, разбив и захватив много пленников[172].